# Les chiens ambulanciers
Les chiens ambulanciers è un cortometraggio del 1908 diretto da Georges Hatot.

## Trama
In una festa in casa sono presenti molti ufficiali, ad un certo punto arriva la notizia che il nemico ha attaccato l'avamposto. Senza esitare tutti gli ufficiali presenti alla festa salutano le loro mogli e fidanzate per andare verso la scena della battaglia. Tra gli invitati della festa, c'è un giovane ufficiale; partito anche lui per l'avamposto, il quale è innamorato della figlia del proprietario di casa. La ragazza ed un amico partono anche loro per unirsi alla Croce Rossa e soccorrere i feriti sul campo di battaglia. Arrivati al campo dove c'è sia il padre che l'innamorato, la ragazza si presenta con due cani che ha portato con sé. Nel mentre, alcuni soldati dell'avamposto vengono attaccati dal nemico. Il compagno di un ferito corre al campo per dare l'allarme che il nemico è vicino. Il reggimento va incontro al nemico, seguito dai cani vestiti con una mostrina di "Primo Soccorso ai Feriti". I soldati feriti caduti in battaglia, vengono soccorsi dai cani che vanno in giro tra i feriti e chi può prende le medicine dai cani che le portano addosso. Anche il giovane ufficiale innamorato della ragazza è rimasto tra i feriti, ma il cane della ragazza prende il suo cappello e lo porta al campo. La ragazza riconosce il cappello e segue il cane fin dove si trova l'innamorato.